# Marci Miller
Marcia Nikole «Marci» Miller (North Liberty, Indiana, 2 de agosto de 1985) es una actriz y modelo estadounidense. Es principalmente reconocida por interpretar el papel de Abigail Deveraux en la telenovela de NBC/Peacock Days of Our Lives.

## Carrera
A finales de 2015, Miller se unió al elenco de American Fable como la madre de Gavin MacIntosh, en el papel principal de Sarah. En junio de 2016, se anunció que Miller se había unido al elenco de Days of Our Lives, en el papel de Abigail Deveraux, haciendo su primera aparición el 10 de noviembre.
Además de sus papeles antes mencionados, ha protagonizado varias películas, entre ellas: Most Likely to Die, J Plus C, Children of the Corn: Runaway y Death Race 2050, así como varios cortometrajes.
En mayo de 2018, Soap Opera Digest anunció que Miller había optado por no renovar su contrato con Days of Our Lives y dejaría el papel. Sin embargo, en junio de 2020, se anunció que Miller volvería al papel.
En febrero de 2021, Miller y su esposo Ryan aparecieron como una pareja de patinadores en un video musical del sencillo «Keep Your Love On» del dúo de disco pop JUICYPEAR.

## Vida personal
Miller se casó en 2013 con Ryan Matteson, con quien tiene una hija nacida en 2021.
Colabora con el negocio de productos orgánicos de granja de su marido, KaleCart.

## Filmografía

### Cine
| Año  | Título                                    | Director                                          | Papel              | Nota         |
| ---- | ----------------------------------------- | ------------------------------------------------- | ------------------ | ------------ |
| 2009 | The Perfect Gift                          | Jefferson Moore                                   | Brandi             | [ 11 ]       |
| 2011 | 1 Message                                 | Jefferson Moore                                   | Cajera             | [ 12 ]       |
| 2012 | The Painter                               | Santiago Salviche                                 | Enfermera          | Cortometraje |
| 2013 | About Abigail                             | Ver listaMichael Callahan Corbin Frost Jeff Hersh | Abigail Miller     |              |
| 2013 | Animalia                                  | Lindsay Ianna                                     | Amilia King        | Cortometraje |
| 2013 | The Ring of Rimachi                       | Michael Smiy                                      | Emmeline Culligan  | Cortometraje |
| 2014 | The Amateur                               | Carlton Sugarman                                  | Jessica            | [ 13 ]       |
| 2014 | The Play of the Fate                      | Jacopo Manfren                                    | Sissy Carver       | Cortometraje |
| 2014 | Burundanga: The Columbian Devil's Breath  | Justin Bowman                                     | Tiffany            | Cortometraje |
| 2014 | The Aspect Ratio                          | Ari Dassa                                         | Nicole             | [ 14 ]       |
| 2014 | The Buffalo Killer                        | John Waterfall                                    | Marin              | Cortometraje |
| 2015 | Dog Bowl                                  | Gordy Hoffman                                     | Debra              | Cortometraje |
| 2015 | Most Likely to Die                        | Anthony DiBlasi                                   | Simone             | [ 15 ]       |
| 2015 | The Secret of Joy                         | Max Bartoli                                       | Ninfa              | Cortometraje |
| 2015 | Viper                                     | Jon Knautz                                        | Nicole             | Cortometraje |
| 2015 | Emily Flutters                            | Frankie Frears                                    | Emily              | Cortometraje |
| 2016 | American Fable                            | Anne Hamilton                                     | Sarah              | [ 16 ]       |
| 2016 | XOXO                                      | Christopher Louie                                 | Chica alien        |              |
| 2016 | End of Fall                               | Joselito Seldera                                  | Molly Nelson       |              |
| 2016 | Rebellion: A Star Wars Story              | Geoff Reisner                                     | Ana-Li Zemren      | Cortometraje |
| 2016 | Ordinary Dream                            | Patrick Picard                                    | Franny             | Cortometraje |
| 2016 | J plus C                                  | Santiago Salviche                                 | Eve Summers        | [ 17 ]       |
| 2016 | Routine                                   | David Sherbrook                                   | Katherine Bennett  | Cortometraje |
| 2016 | Paroxysm                                  | Yeney Amaro                                       | Anna Templeton     | Cortometraje |
| 2016 | Dirty Laundry                             | Wesley Grant Fleming                              |                    | Cortometraje |
| 2017 | Death Race 2050                           | G.J. Echternkamp                                  | Annie Sullivan     |              |
| 2018 | Children of the Corn: Runaway             | John Gulager                                      | Ruth               | [ 18 ]       |
| 2020 | Sinister Stalker                          | Michael Feifer                                    | Karen              | [ 19 ]       |
| 2020 | The Circular City                         | Ari Dassa                                         | Jaime              |              |
| 2021 | F.E.A.R.                                  | Ver listaGeoff Reisner Jason Tobias               | Josephine Allister |              |
| 2021 | My Dead Roommate                          | Tasha Cerny                                       | Nell               | Cortometraje |
| 2023 | Parallel Worlds: A Psychedelic Love Story | Brandon Beckner                                   | Ella               |              |
| TBD  | Gimme My Money                            | Bill Vigil                                        | Jo                 |              |
| TBD  | Born to Lose                              | Joseph Zentil                                     | Granola            |              |

### Televisión
| Año       | Título            | Papel                   | Nota                 |
| --------- | ----------------- | ----------------------- | -------------------- |
| 2016-2022 | Days of Our Lives | Abigail Deveraux DiMera | Serie; 453 episodios |
| 2018      | Gods of Medicine  | Kendall Bryant          | Serie; 1 episodio    |
| 2021      | Nova Vita         | Jessica Davis           | Serie; 10 episodios  |
| 2024      | Chicago Med       | Kendall Lange           | Serie; 1 episodio    |
| 2025      | The Pitt          | Gina Phillips           | Serie; 1 episodio    |

### Videos musicales
| Año  | Canción             | Artista   | Nota   |
| ---- | ------------------- | --------- | ------ |
| 2021 | «Keep Your Love On» | JUICYPEAR | [ 10 ] |

## Premios y nominaciones
| Año  | Premio             | Categoría                                     | Nominada por      | Resultado |
| ---- | ------------------ | --------------------------------------------- | ----------------- | --------- |
| 2018 | Daytime Emmy Award | Mejor actriz principal en una serie dramática | Days of Our Lives | Nominada  |
| 2019 | Daytime Emmy Award | Mejor actriz principal en una serie dramática | Days of Our Lives | Nominada  |
| 2021 | Soap Hub Award     | Mejor actriz de Days of Our Lives             | Days of Our Lives | Nominada  |
| 2022 | Daytime Emmy Award | Mejor actriz principal en una serie dramática | Days of Our Lives | Nominada  |